# Петров, Владимир Павлович
Влади́мир Па́влович Петро́в (род. 20 марта 1940, Москва) — советский футболист. Выступал на позиции защитника. Мастер спорта СССР (1961). Игрок национальной сборной СССР.

## Биография
Владимир Павлович Петров родился 20 марта 1940 года в городе Москве.

### Клубная карьера
Владимир Петров жил в Перово и поначалу выступал за «Фрезер», который находился недалеко от его дома. В 14-летнем возрасте ему последовало приглашение в ФШМ от заслуженного мастера спорта Виктора Лахонина. С конца 1955-го он начал играть за 3-ю юношескую школу молодёжи.
В 1959 году приглашен в московский «Спартак». Владимира взяли на место Николая Тищенко, в обороне играл рядом с Масленкиным, Крутиковым, Корнеевым и Солдатовым.
В 1961 году вместе с ЦСКА, во главе которого был Константин Бесков, которой знал Владимира с детской школы ФШМ, отправился на турне клуба в Австрию. Первую игру армейцы выиграли, во второй потерпели поражение от венского «Рапида». В том матче футболист сборной Австрии Немец очень грубо сыграл против Петрова. Сильный удар пришёлся в колено, что привело к разрыву связок, повреждению мениска. Травма не позволила Петрову полноценно провести чемпионский сезон 1962 года и кубковый — 1963 года.
К 1964 Петров вернулся в состав красно-белых. Лишь только в 1965 Петров вновь стал игроком основного состава, а выступавший ранее на его позиции Геннадий Логофет перешёл в полузащиту.

### Стиль игры
Быстрый, цепкий, неутомиммый, уверенно действовал в единоборствах, всегда играл с полной самоотдачей.—  Энциклопедия «Российский футбол за 100 лет». Октябрь 1997 года.
Выступая за «Спартак», провёл 174 матча (5 голов) в высшей лиге чемпионата СССР, 55 матчей (3 гола) в дубле команды, 14 матчей на Кубок СССР, 6 матчей в еврокубках.
Завершил карьеру в 1972 году в кутаисском «Торпедо» — 21 матч в первой лиге, 1 матч на Кубок СССР.
Всего за футбольную карьеру провёл:
- В высшей лиге чемпионата СССР 174 матча (5 голов).
- В первой лиге чемпионата СССР 21 матч.
- На Кубок СССР 15 матчей.
- Один раз вошёл в список лучших игроков чемпионата СССР.

### Тренерская карьера
После окончания футбольной карьеры стал тренером.
- 1973—1974. Инструктор ДСО «Спартак» (Москва).
- 1975—1980. Тренер ФШМ (Москва).
- 1984. Тренер «Шинника» (Ярославль).
- 1985—1991. Начальник «Шинника».
- 1989. Главный тренер «Шинника».
- 1992. Главный тренер «Колоса» (Краснодар).
- 1993. Главный тренер «Анжи» (Махачкала).
- 1994. Главный тренер «Дружбы» (Йошкар-Ола).
- 1995. Тренер-консультант «Автомобилиста» (Ногинск).
- 1996. Главный тренер «Сибири» (Курган).
- 1997. Начальник МИФИ (Москва).
- 1997 — октябрь 2001. Тренер ДЮСШ МИФИ (Москва).
- Ноябрь 2001—2006. Тренер ДЮСШ «Москабельмет» (Москва)[2].

### Карьера в сборной
Владимир Петров дебютировал в национальной сборной СССР 17 августа 1960 года в товарищеском матче против сборной ГДР в Лейпциге, который завершился победой советских футболистов со счётом 1:0. Всего же за сборную провёл три матча.

## Достижения
- Чемпион СССР: 1962 (1 матч) и 1969 (3 матча).
- Серебряный призёр чемпионата СССР: 1963, 1968
- Бронзовый призёр чемпионата СССР: 1961, 1970
- Обладатель Кубка СССР: 1965
- Победитель Всемирных Спортивных Игр Молодёжи и Студентов: 1962